# Noita
Noita – dziewiąty album studyjny folk metalowego zespołu Korpiklaani wydany 1 maja 2015 roku przez wytwórnię Nuclear Blast.

## Lista utworów
1. „Viinamäen mies” – 2:58
2. „Pilli on pajusta tehty” – 2:43
3. „Lempo” – 5:35
4. „Sahti” – 3:28
5. „Luontoni” – 3:01
6. „Minä näin vedessä neidon” – 6:09
7. „Jouni Jouni (cover Tommy James and the Shondells)” – 4:52
8. „Kylästä keväinen kehto” – 4:42
9. „Ämmänhauta” – 5:18
10. „Sen verran minäkin noita” – 6:37

## Twórcy
| Korpiklaani w składzie - Matti Johansson – perkusja - Kalle Savijärvi – gitary - Jonne Järvelä – wokal, gitary, lira korbowa, instrumenty perkusyjne - Jarkko Aaltonen – gitara basowa - Tuomas Rounakari – skrzypce - Sami Perttula – akordeon | Personel - Jan Yrlund – projekt okładki - Svante Forsbäck – mastering - Aksu Hanttu – miksowanie, producent, realizacja nagrań - Peero Lakanen – zdjęcia - Tuomas Keskimäki – teksty |